# 사키야마촌 (이와테현)
사키야마촌(崎山村)은 1955년까지 이와테현 시모헤이군에 존속했던 촌이다. 현재의 미야코시 사키야마, 사키와가사키에 해당한다.

## 연혁
- 1889년 4월 1일 - 정촌제 시행과 함께 히가시헤이군 사키야마촌이 성립하였다.
- 1896년 3월 29일 - 히가시헤이군, 나카헤이군, 기타헤이군과 합병해 시모헤이군이 성립해 시모헤이군 사키야마촌이 되었다.
- 1955년 4월 1일 - 오모에촌, 쓰가루이시촌, 하나와촌과 합병해 미야코시에 편입하였다.

## 행정
- 역대촌장

| 대     | 이름                          | 취임            | 퇴임              | 비고 |
| ------ | ----------------------------- | --------------- | ----------------- | ---- |
| 1      | 이와사 유토쿠（岩浅有徳）     | 1889년 7월 4일  | 1893년 6월 28일   |      |
| 2〜9   | 야마우치 히데마사（山内英昌） | 1893년 7월 25일 | 1924년 7월 7일    |      |
| 10     | 오스카 사다오（大須賀貞夫）   | 1924년 7월16일  | 1925년）9월 21일  |      |
| 11〜16 | 지자키 쿠마타로（千崎熊太郎） | 1925년 11월 9일 | 1946년）11월 22일 |      |
| 17     | 데라이 도리마쓰（寺井酉松）   | 1947년 4월 5일  | 1950년 4월 14일   |      |
| 18     | 하타케야마 가즈오（畠山和夫） | 1950년 5월 11일 | 1955년3월 31일    |      |

## 참고 서적
- 『이와테현 정촌 합병지』(이와테현 총무부 지방과, 1957년)